# Le Rozier
Le Rozier – miejscowość i gmina we Francji, w regionie Oksytania, w departamencie Lozère. W 2013 roku jej populacja wynosiła 151 mieszkańców. Przez gminę przepływa rzeka Tarn (rzeka). 